# 服部美貴
服部 美貴（はっとり みき、1984年9月19日 - ）は日本のタレント。元レースクイーン、元グラビアアイドル。
奈良県出身。舞夢プロ所属。奈良市立一条高等学校、関西外国語大学卒業。姉が1人いる。

## 略歴・人物
2003年、全日本GT選手権（JGTC）で「マッハ号GT マッハクイーンズ」の一員としてレースクイーン活動を開始。2004年にはJGTC「Team 5ZIGENレースクイーン」を務めた。
2006年にワンエイトプロモーションから舞夢プロに移籍。その後は関西を中心に「かんさい見聞録」などのテレビ番組に出演する等、タレント活動を行う傍ら、セレッソ大阪ホームゲームではスタジアムレポーターを務めていた。
2013年3月15日、自身のブログで結婚を発表した。

## 出演

### 過去の出演番組
- りえむら（関西テレビ）newnewの一員として。
- ぐるっと関西おひるまえ（NHK大阪）中山美保とのロケ出演が多かった。
- ぐるっと関西プラス（NHK大阪）
- かんさい見聞録（J-COMウエスト）
- てれびかたろぐ（ABCテレビ、月－金曜11:30 - 11:35）不定期
- ゆうドキッ!（奈良テレビ）月曜日担当(2009年度)→水曜日担当(2010年度 - 2011年9月28日)
- 週刊バイクTV（千葉テレビ放送、2012年5月 - 2013年3月）

他

## DVD
単独出演分のみ記述する。
- Innocente（2004年10月、JVD）
- MISTY（2005年2月、ビーエムドットスリー）
- たくさん愛して（2005年9月、竹書房）
- So Long!（2006年2月、ビーエムドットスリー）
- GOOD DAY（2006年5月、ぶんか社）

## 関連人物
- 小塚舞子
ワンエイト時代からの仲良し。共に同じ舞夢プロに移籍しており、プライベートでも交流が深い[4]。
- やない由紀（現：ハーキュリーズ所属）
ワンエイト時代の同僚で、小塚同様プライベートでも仲良しである[5]。